# Посёлок Лесозавода (Московская область)
Посёлок Лесозавода — посёлок в Шатурском муниципальном районе Московской области. Входит в состав Дмитровского сельского поселения. Население — 145 чел. (2010).

## Расположение
Посёлок Лесозавода расположен в юго-западной части Шатурского района, расстояние до МКАД порядка 141 км. Высота над уровнем моря 129 м.

## История
В XIX веке на месте посёлка была лесопильня братьев Хлудовых. На левом берегу реки Летовки находятся два обустроенных родника.
В 1993 году население посёлка составляло 225 жителей, 99 дворов.
Во второй половине 1990-х — первой половине 2000-х годов посёлок входил в Середниковский сельский округ.

## Население
| 1993 | 2002 | 2006 | 2010 |
| ---- | ---- | ---- | ---- |
| 225  | ↘165 | ↗187 | ↘145 |

## Галерея
- Лесозаводской сельский клуб
- Таксофон в посёлке
- Детская площадка
- Здание бывшего магазина